# The Visitors
The Visitors – album studyjny zespołu ABBA wydany w 1981 roku. The Visitors był pierwszym albumem zespołu nagranym i miksowanym cyfrowo, oraz jednym z pierwszych nagrań wydanych na płycie kompaktowej.

## Lista utworów
Strona A
1. „The Visitors” – 5:45
2. „Head Over Heels” – 3:46
3. „When All Is Said and Done” – 3:17
4. „Soldiers” – 4:37

Strona B
1. „I Let The Music Speak” – 5:18
2. „One of Us” – 3:54
3. „Two For The Price Of One” – 3:35
4. „Slipping Through My Fingers” – 3:53
5. „Like An Angel Passing Through My Room” – 3:34

Bonusy (wersja 2001)
1. „Should I Laugh Or Cry” – 4:29
2. „The Day Before You Came” – 5:53
3. „Cassandra” – 4:56
4. „Under Attack” – 3:50